# Sibel Can

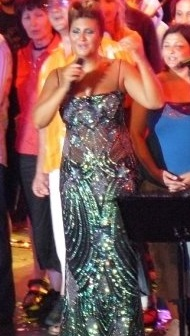
Sibel Can (2011)

Sibel Can (* 1. August 1970 in Istanbul) ist eine türkische Sängerin der arabesken Musik, Schauspielerin, Moderatorin und ehemalige Tänzerin.

## Leben und Karriere
Sibel Can wurde in Karagümrük, einem Stadtteil von Istanbul, geboren. Sie ist das Kind des aus Vardarska banovina stammenden Engin Cangüre und der aus Mudanya stammenden Emine Gül Sezer Cangüre. Cans Vater war Violinist von Beruf.
In ihrer bisherigen Musiklaufbahn machte sie mit zahlreichen Hits wie Padişah, Lale Devri, Çakmak Çakmak, Çantada Keklik, Kış Masalı oder Bil Diye Söylüyorum auf sich aufmerksam.

## Privates
Sibel Can war von 1988 bis 1999 mit Hakan Ural verheiratet. Aus dieser Ehe gingen ihre beiden Kinder Engincan und Melisa hervor. Ende 1999 reichte sie aufgrund privater und persönlicher Gründe die Scheidung ein. Ein Jahr später heiratete Can Suhli Aksüt. Sie brachte einen Sohn namens Emir auf die Welt. 2010 wurde die Ehe mit Aksüt wieder geschieden.

## Diskografie

### Alben
| - 1987: Günah Bize - 1988: Bulursun Beni - 1989: Rüyalarda Buluşuruz - 1990: Hasretim - 1991: Bir Güneş Batışında - 1992: Seni Sevmek - 1994: Hatırasıdır - 1995: Şarkılar da Senden Yana - 1997: Bu Devirde - 1999: Daha Yolun Başındayım - 2001: Canım Benim | - 2003: Sen Benimsin - 2005: Özledin mi? - 2007: Akşam Sefası - 2009: Benim Adım Aşk - 2011: Seyyah - 2012: Meşk - 2014: Galata - 2016: Arabesque - 2018: Yeni Aşkım - 2020: Hayat - 2025: Drama |

### Kollaborationen
- 1993: Hayat Devam Ediyor (mit Orhan Gencebay)

### Kompilationen
- 2000: İşte Türk Sanat Müziği İşte Sibel Can
- 2000: Sibel Can Şarkıları

### Singles
| - 1987: Böyle Sevmek Olmaz Ki - 1988: Ağlamışım Gülmüşüm - 1988: O Benim Sevgilim Sen Olamazsın - 1988: Seni Sevince - 1988: Değmez - 1989: Sevdadır Bu Kalbe Dolan - 1989: Hiçbir Şeyde Gözüm Yok - 1990: Üzüldüğün Şeye Bak - 1990: Rüzgar Susmuş Ses Vermiyor - 1990: Nereye Gidiyorum - 1990: Öyle Şirinsin - 1990: Bir Of Çeksem - 1990: Karşıdan Gel Göreyim - 1991: Dokunma - 1991: Herşeyi Yak - 1991: Gözüm Kesmiyor - 1992: Kime Ne - 1992: Seni Sevmek - 1992: Dönmelisin - 1992: Küsmeyin Geceler - 1992: Gökyüzünde Duman Duman Bulutsun - 1992: Anlamadım Ki - 1992: Vardar Ovası - 1992: Üzme Beni - 1992: Alışmışım Bir Kere - 1993: Kandırma - 1993: Sevmenin Zamanı Yok (mit Orhan Gencebay) - 1993: Hayatım Değişti - 1993: Unuttu Seni - 1993: Canımın Yoldaşı Ol - 1993: Yollar Uzak Gelemedim - 1993: Neyleyim Neyleyim - 1994: Bile Bile Lades - 1995: Deli Yüreğim - 1995: Mektup - 1995: Yetmiyor - 1995: Dedikodu - 1995: Haydi Ver Elini - 1996: Kaldırım Çiçeği - 1997: Padişah - 1997: Kanasın - 1997: Gülüm - 1997: Aman - 1997: Cici Kız - 1999: Emret Öleyim - 1999: Daha Yolun Başındayım - 1999: Bence Talih - 1999: Berivan - 2000: Sevmekten Kim Usanır - 2000: Ayrılık Ateşten Bir Ok - 2000: Gelse O Şuh Meclise - 2001: And İçelim | - 2001: Üşüyorum - 2001: Cemrem - 2001: Canım Benim - 2002: Papatya ile Karabiber (mit Alişan) - 2003: Bir Sıkımlık Canım Vardı - 2003: Kanadı Kırık Aşk - 2003: Yar Yar - 2005: Yalnızlar Treni - 2005: Lale Devri - 2005: Melekler - 2005: Nehir Gözlüm - 2007: Çakmak Çakmak (produziert von Tarkan) - 2007: Aşkımız İçin - 2007: Eski Toprak - 2009: Çantada Keklik (produziert von Tarkan) - 2009: Kıskıvrak (Original: Slumdog Millionär – Ringa Ringa / Haris Kostopoulos – Eisai Mia Thea) - 2009: Benim Adım Aşk - 2011: Helin - 2011: Hançer (mit Kenan Doğulu) - 2011: Kahır Mektubu (mit Ozan Doğulu) - 2011: Son Vapur (mit Soner Sarıkabadayı) - 2012: Batsın Bu Dünya (als Teil des Chors) - 2012: Çok Hoppasın - 2012: Bilmesin O Felek - 2013: Alkışlar (mit Erdem Kınay) - 2014: Kış Masalı - 2014: Galata (mit Halil Sezai) - 2015: Mihriban (mit Musa Eroğlu) - 2015: Telli Turnam - 2015: Hangimiz Sevmedik - 2015: Aşk Sadakat İster (Aşk Bir Vefadır) (mit Burhan Tüzer) - 2015: Bir Parmak Bal (produziert von Tarkan) - 2015: Tamam O Zaman (Original: Mohamed Hamaki – Ady Elly Fe Baly) - 2016: Sevmek - 2018: Kuyu (mit Bahadır Tatlıöz) - 2018: Senden Başka Kimsem Yok - 2018: Yeni Aşkım - 2018: Beş Dakika (mit Tan Taşçı) - 2018: Diken Mi Gül Mü? (mit Eypio) - 2019: Vallahi Yalan - 2020: Arada Sırada (mit Sinan Akçıl) - 2020: En Büyük Aşkım - 2020: Hayat - 2020: Bil Diye Söylüyorum (Original: Wael Jassar – Ghariba El Nas) - 2021: Yalnız Beni Sev - 2021: Adı Elveda Olsun - 2022: Bize Kaldı (Original: Abu & Youssra – 3 Daqat) - 2023: Karakol - 2024: Canın Sağ Olsun - 2025: Pes - 2025: Bize Has |

Quelle:

## Filmografie

### Filme
- 1996: Kaldırım Çiçeği
- 1997: Gülüm
- 1998: Sibel
- 1999: Bize Ne Oldu
- 2002: Berivan
- 2005: Saklambaç
- 2006: Ah İstanbul
- 2016: O Ses Türkiye
- 2016: Sibel Can'la Yılbaşı Özel
- 2017: Sevda'nın Bahçesi

### Serien
- 2002: Papatya ile Karabiber

### TV-Shows
- seit 2021: Şarkılar Bizi Söyler (mit Hakan Altun und Hüsnü Şenlendirici)

## Auszeichnungen
- 1998: Kral Türkiye Müzik Award in der Kategorie Beste Sängerin der türkischen Kunstmusik
- 2001: Altın Kelebek Award in der Kategorie Beste Fantezi-Musikerin
- 2002: Altın Kelebek Award in der Kategorie Beste Fantezi-Musikerin
- 2002: Kral Türkiye Müzik Award in der Kategorie Beste Fantezi-Musikerin
- 2005: Altın Kelebek Award in der Kategorie Beste Fantezi-Musikerin
- 2006: Altın Kelebek Award in der Kategorie Beste Fantezi-Musikerin
- 2008: Altın Kelebek Award in der Kategorie Beste Fantezi-Musikerin
- 2008: Kral Türkiye Müzik Award in der Kategorie Beste Fantezi-Musikerin
- 2011: Altın Kelebek Award in der Kategorie Beste Fantezi-Musikerin
- 2013: Altın Kelebek Award in der Kategorie Beste Fantezi-Musikerin
- 2014: Altın Kelebek Award in der Kategorie Beste Fantezi-Musikerin
- 2016: Altın Kelebek Award in der Kategorie Beste Fantezi-Musikerin
- 2018: Altın Kelebek Award in der Kategorie Beste Fantezi-Musikerin